# Sophia de Boer
Sophia de Boer (Rotterdam, 10 mei 1967) is een voormalig fotomodel, journaliste en televisiepresentatrice.
Sophia de Boer volgde een opleiding aan de MEAO toen zij in 1986 deelnam aan de Miss Limburg-verkiezing, waarin zij tweede werd. In 1987 werd ze eveneens tweede in de Miss Holland-verkiezing, maar mocht, na diskwalificatie van de winnares, alsnog in het buitenland Nederland vertegenwoordigen. Vervolgens werkte ze als assistente van Fred Oster in de televisiequiz Prijs je rijk. Hierna stapte ze over naar Veronica, waar ze omroepster werd. Ook was ze assistente van Carl Huybrechts in het programma Hollywood Connection en speelde een rol in de dramaserie Take Off. Daarnaast werkte zij als interviewster voor Aktueel.
Bij RTL 4 werkte zij als presentatrice van het homeshoppingprogramma TV Boetiek en na een korte uitstap naar TV10 werd zij assistente van Ron Brandsteder in Ron's Jong Geluk show. In 2000 was zij te zien in het programma Top 5, dat zowel op RTL 5 als Veronica te zien was. In 2001 stapte ze over naar SBS, waar zij met Jeroen van der Boom het programma Explosief op SBS6 en het programma Xtv op Net5 presenteerde. Van 2006 tot 2008 was zij te zien bij LiveShop. Sinds november 2009 presenteert ze voor het toen gestarte JeroenTV overdag diverse items op RTL 5. Daarna was ze geregeld werkzaam voor de Lotto (SBS6) op zaterdagavond. Sinds medio 2015 is ze wekelijks te zien op de zondagmiddag bij RTL 4 met Life is Beautiful als presentatrice en itemreporter.
In 2024 deed De Boer mee als deelneemster aan het televisieprogramma De Alleskunner VIPS waarin ze op de achtste plaats eindigde.

## Trivia
- Sophia de Boer en haar man Erik Kwant waren deelnemers aan het TROS-programma Love Letters van Linda de Mol, dat zij wonnen. Hierna trouwden zij live op televisie.[bron?]

Op 31 mei 2015 is zij unaniem gekozen door een vakjury en gekroond tot Mrs Netherlands Universe 2015. Naast deze titel maakt zij zich sterk voor het goede doel 'stop huiselijk geweld tegen vrouwen'.